# Liste der Biografien/Schmid, G
Liste der Biografien |
Portal Biografien |
G Personensuche
# |
A |
B |
C |
D |
E |
F |
G |
H |
I |
J |
K |
L |
M |
N |
O |
P |
Q |
R |
S |
T |
U |
V |
W |
X |
Y |
Z |
?
 
Sa |
Sb |
Sc |
Sd |
Se |
Sf |
Sg |
Sh |
Si |
Sj |
Sk |
Sl |
Sm |
Sn |
So |
Sp |
Sq |
Sr |
Ss |
St |
Su |
Sv |
Sw |
Sy |
Sz
 
Sca–Sce |
Sch |
Sci–Scz
 
Scha |
Schc |
Schd |
Sche |
Schg |
Schi |
Schj |
Schk |
Schl |
Schm |
Schn |
Scho |
Schp |
Schr |
Schs |
Scht |
Schu |
Schv |
Schw |
Schy
 
Schma |
Schme |
Schmi |
Schmo |
Schmu |
Schmy
 
Schmic |
Schmid |
Schmie |
Schmig |
Schmik |
Schmil |
Schmin |
Schmir |
Schmis |
Schmit
 
Schmida |
Schmidb |
Schmide |
Schmidf |
Schmidg |
Schmidh |
Schmidi |
Schmidj |
Schmidk |
Schmidl |
Schmidm |
Schmidp |
Schmidr |
Schmids |
Schmidt |
Schmid, A |
Schmid, B |
Schmid, C |
Schmid, D |
Schmid, E |
Schmid, F |
Schmid, G |
Schmid, H |
Schmid, I |
Schmid, J |
Schmid, K |
Schmid, L |
Schmid, M |
Schmid, N |
Schmid, O |
Schmid, P |
Schmid, R |
Schmid, S |
Schmid, T |
Schmid, U |
Schmid, V |
Schmid, W |
Schmid, Y
Die Liste der Biografien führt alle Personen auf, die in der deutschsprachigen Wikipedia einen Artikel haben. Dieses ist eine Teilliste mit 22 Einträgen von Personen, deren Namen mit den Buchstaben „Schmid, G“ beginnt.

## Schmid, G

### Schmid, Ga
- Schmid, Gabi (* 1965), deutsche Autorin und Grafikdesignerin
- Schmid, Gallus (1902–1977), österreichischer Politiker (ÖVP), Landtagsabgeordneter von Vorarlberg

### Schmid, Ge
- Schmid, Georg (1907–1975), deutscher Landrat und Oberbürgermeister in Dillingen an der Donau
- Schmid, Georg (* 1940), Schweizer Theologe, Religionswissenschaftler, Sektenkenner, Kirchenlieddichter
- Schmid, Georg (* 1953), deutscher Politiker (CSU), MdLGeorg Schmid (* 1953)

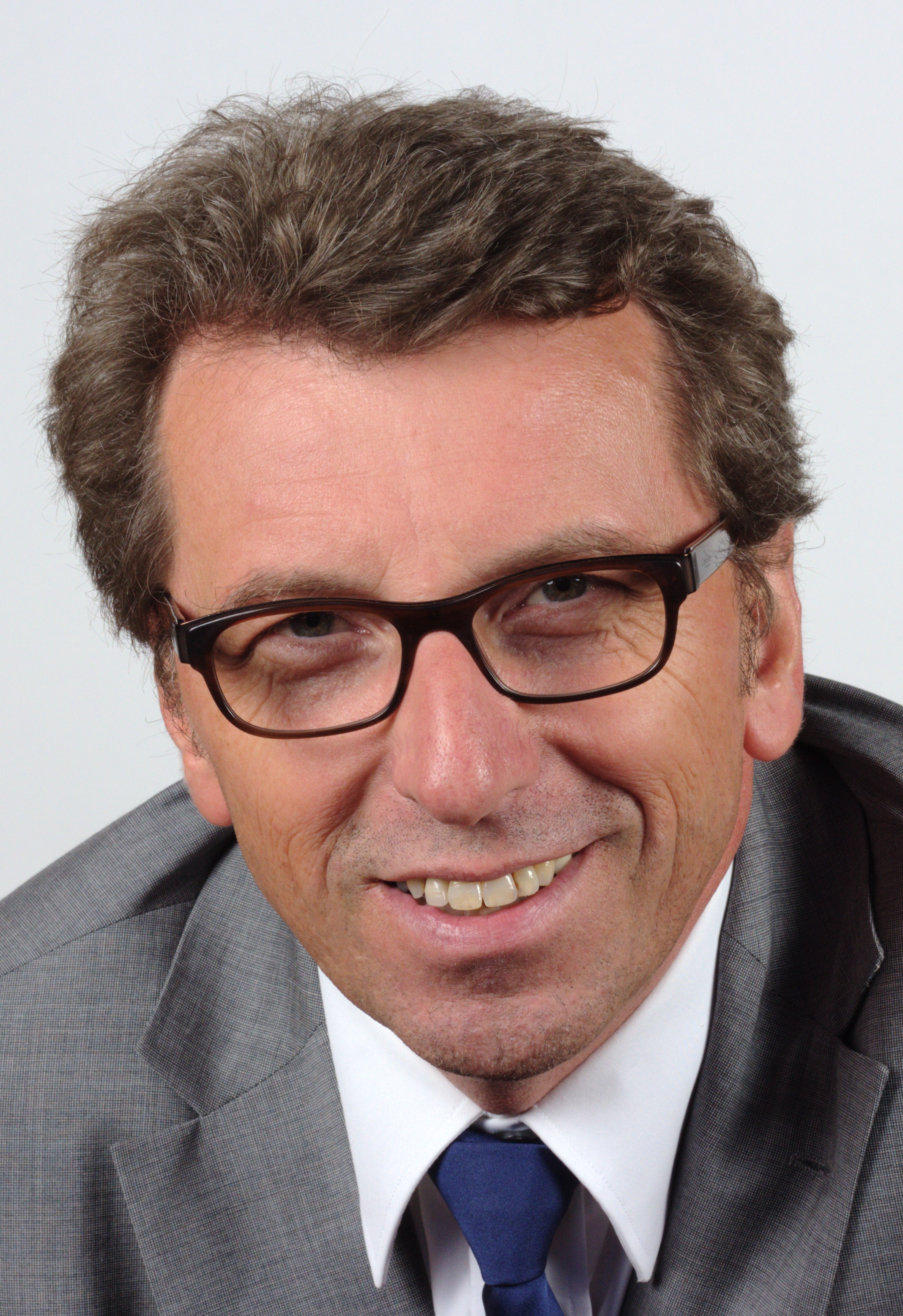
Georg Schmid (* 1953)

- Schmid, Georg Erich (* 1944), österreichischer Autor und Historiker
- Schmid, Georg Victor (1811–1877), deutscher Jurist
- Schmid, Gerald (* 1966), österreichischer Politiker (SPÖ)
- Schmid, Gerhard (1928–2013), deutscher Archivar und Archivwissenschaftler
- Schmid, Gerhard (* 1946), deutscher Politiker (SPD), MdEP
- Schmid, Gerhard (* 1948), österreichischer Politiker (FPÖ), Abgeordneter zum Nationalrat
- Schmid, Gerhard (* 1952), deutscher Unternehmer
- Schmid, Gerhard (* 1960), österreichischer Politiker (SPÖ)
- Schmid, Gerhard Janssen (1770–1845), Orgelbauer in Ostfriesland

### Schmid, Gi
- Schmid, Gilbert (* 1949), deutscher römisch-katholischer Theologe

### Schmid, Go
- Schmid, Gottfried (1922–2005), deutscher Verwaltungsjurist
- Schmid, Gottlieb (1868–1937), deutscher Landwirt und Politiker

### Schmid, Gr
- Schmid, Greti (* 1954), österreichische Politikerin (ÖVP), Landtagsabgeordnete und Landesrätin

### Schmid, Gu
- Schmid, Günter (1932–2005), deutscher Unternehmer, ehemaliger Teamchef von ATS Racing und Rial Racing
- Schmid, Günter (1937–2022), deutscher Chemiker und Professor für Anorganische Chemie
- Schmid, Günther (1888–1949), deutscher Botaniker und Goetheforscher
- Schmid, Günther (* 1942), deutscher Wirtschaftswissenschaftler und emeritierter Professor